# Abdominea
Abdominea, nekadašnji biljni rod u porodici kaćunovki, čije su vrste danas uključene u rod Robiquetia. Ime roda Abdominea dolazi od latinskog abdomen = trbuh.

## Sinonimi
- Abdominea macranthera (Ridl.) Carr = Robiquetia aberrans (Schltr.) Kocyan & Schuit., Phytotaxa 161: 68 (2014).[1]
- Abdominea micrantha J.J. Sm. =  Robiquetia minimiflora (Hook.f.) Kocyan & Schuit., Phytotaxa 161: 70 (2014).[2]
- Abdominea minimiflora (Hook. f.) J.J. Sm. = Robiquetia minimiflora (Hook.f.) Kocyan & Schuit., Phytotaxa 161: 70 (2014).[3]